# 長船騏郎
長船 騏郎（おさふね きろう、1924年1月30日 - 2007年9月10日）は、元全日本アマチュア野球連盟会長、日本学生野球協会ゼネラルディレクター。岡山県出身。

## 来歴
天理中学（現在の天理高等学校）を経て1941年に早稲田大学に入学、野球部の選手として活躍（ポジションは捕手）。1942年の東京六大学野球秋季リーグ戦の優勝に貢献する。しかし戦時下のためリーグは3年時に解散。長船も繰り上げ卒業の上、満州に出征した。
復員後、一般企業勤務を経て1952年に学生野球指導委員会（現在の日本学生野球協会）に入局、同年、明治神宮野球場が接収解除されたのを機に全日本大学野球選手権大会の開催に尽力した。1960年からは東京六大学野球連盟との兼務となる。1970年には明治神宮野球大会の開催を立案、開催にあたっての中心人物となった。1971年から1997年までは選抜高等学校野球大会の選考委員も務めた。
1990年には社会人および学生野球の総合監督機関として全日本アマチュア野球連盟の結成に貢献、2001年より専務理事、2005年より2007年まで副会長、2007年より会長を務めた。
1980年、国際野球連盟ワールドカップ26回大会が日本で開催されたが、東京六大学野球連盟は日本代表への選手派遣を拒否した。スポーツライターの玉木正之はこれを不服に思い長船に取材すると、「天皇陛下から下賜された賜杯を目標に闘っているリーグ戦があるというのに、それ以外の試合に選手を出すことなんかできるか！」とこれを一蹴した。しかし、その後方針を転換。1994年にプロ球界とアマ球界の交流を図るために「全日本野球会議」を設立。これによりオリンピックにプロ選手出場への道筋をつけ、2000年のシドニーオリンピックでは初めてプロ・アマ合同チームによる選手派遣を実施、2001年には全日本野球会議・日本代表編成委員会の初代委員長に就任し、2004年のアテネオリンピックでは日本チームの団長を務め、監督として長嶋茂雄を起用した（就任は2002年）ことから「長嶋ジャパンの生みの親」とも称された。2006年暮れに高齢のため編成委員長の職を辞した。
2006年春には旭日双光章を授与され、2007年には母校・早稲田大学からスポーツ功労者として表彰された。
2007年9月10日、肺炎のため東京都内の病院で死去。83歳没。
2012年、特別表彰で野球殿堂入り。